# Ligne d'Étang à Santenay (via Autun)
La ligne d'Étang à Santenay (via Autun) est une ligne ferroviaire française, aujourd'hui fermée en totalité, qui reliait à son apogée les communes d'Étang-sur-Arroux, en Saône-et-Loire, et de Santenay, en Côte-d'Or.
Ouverte en 1870 par la Compagnie des chemins de fer de Paris à Lyon et à la Méditerranée (PLM) comme antenne de la ligne de Nevers à Chagny, elle permettait de relier le sud-est du Morvan et principalement la ville d'Autun aux importants pôles ferroviaires de la région (notamment Dijon et Nevers).
La ligne est intégralement déclassée et déposée entre Santenay et Autun, et son tracé a été en grande partie repris par une voie verte. La section reliant Autun à Étang-sur-Arroux est encore en place mais est neutralisée (à l'aide de traverses en croix) depuis 2020.
Elle constitue la ligne 761 000 du réseau ferré national.

## Historique
La ligne est concédée à titre éventuel à la Compagnie des chemins de fer de Paris à Lyon et à la Méditerranée (PLM) par une convention entre celle-ci et Eugène Rouher, ministre de l'Agriculture, du Commerce et des Travaux publics, signée le 1er mai 1863. Cette convention est approuvée par un décret impérial le 11 juin 1863.
La ligne est déclarée d'utilité publique et concédée à titre définitif par décret impérial le 23 janvier 1864 à la Compagnie des chemins de fer de Paris à Lyon et à la Méditerranée.
Elle est ouverte par cette compagnie en trois étapes :
- D'Étang à Autun le 16 septembre 1867 ;
- D'Autun à Épinac-les-Mines le 26 octobre 1868 ;
- D'Épinac-les-Mines à Santenay le 13 juin 1870.

### Fermeture et déclassement

#### Section Dracy-Saint-Loup — Santenay-les-Bains
En 1979, durant la construction de la LGV Paris-Sud-Est, il apparut que cette dernière ainsi que la ligne d'Étang à Santenay se croisaient entre Dracy-Saint-Loup et Saint-Léger-du-Bois.
Bien que la décision de construire un pont, permettant de contourner la LGV par le haut eût été prise auparavant, la SNCF (concessionnaire de la ligne à l'époque) décida finalement de ne pas maintenir la ligne sur ce tronçon : ainsi, la section entre Dracy-Saint-Loup et Santenay-les-Bains fut fermée au service voyageurs le 29 septembre 1979, puis la voie ferrée fut progressivement déposée entre l'est de Dracy-Saint-Loup et Épinac.
Seules les quelques centaines de mètres séparant la zone de croisement et la gare de Dracy-Saint-Loup restèrent en place et ouverts au service marchandises : ils servirent notamment aux approvisionnements du chantier de construction de la LGV Paris-Sud-Est.
La section entre Épinac-les-Mines et Santenay-les-Bains, restée ouverte au service marchandises, est neutralisée le 24 septembre 1989.
Le tronçon complet entre Dracy-Saint-Loup et Santenay-les-Bains fut officiellement déclassé par décret le 10 novembre 1989.

#### Section Autun — Dracy-Saint-Loup
En décembre 2011, la section reliant Autun à Dracy-Saint-Loup ferme au service voyageurs en raison du mauvais état de la voie et du faible trafic voyageurs. Cette fermeture fait suite à la neutralisation du tronçon reliant Dracy-Saint-Loup à Avallon, sur la ligne de Cravant - Bazarnes à Dracy-Saint-Loup, pour les mêmes raisons.
En 2015, le tronçon reliant Autun à Dracy-Saint-Loup ferme au service marchandises.
C'est finalement en 2020 qu'a lieu la fermeture administrative de ce tronçon, qui sera par la suite déposé pour faire place à une voie verte, dans l'optique de construire une voie verte d'Autun à Avallon.

#### Section Étang-sur-Arroux — Autun
Le 20 novembre 2016, la section restante entre Étang-sur-Arroux et Autun est fermée pour travaux, SNCF Réseau déclarant que "des études vont être entreprises pour une modernisation de la ligne". Une substitution routière est alors mise en place. Grâce à la mobilisation des collectivités locales, qui craignent une fermeture définitive de la section, les travaux sont accélérés et la ligne rouvre le 10 décembre 2017.
En mars 2020, des travaux sont engagés sur la ligne de Nevers à Chagny, ce qui pousse SNCF Réseau à fermer de nouveau le tronçon entre Autun et Étang. Là encore, une substitution routière est mise en place. Les travaux, reportés en raison de la pandémie de Covid-19, se terminent le 25 juillet 2020, et malgré les engagements de réouverture pris, la ligne ne rouvre pas.
La section, neutralisée, est déclarée comme étant en travaux depuis septembre 2020 (travaux de maintenance, d'entretien et de modernisation de la ligne). Bien que la ligne ne soit ni déposée, ni définitivement fermée, il est peu probable qu'une réouverture intervienne un jour (si tant est que la ligne reste dans son état actuel).
Aujourd'hui, la ligne reste à l'abandon et seul le service d'autocars entre Étang-sur-Arroux et Autun subsiste.

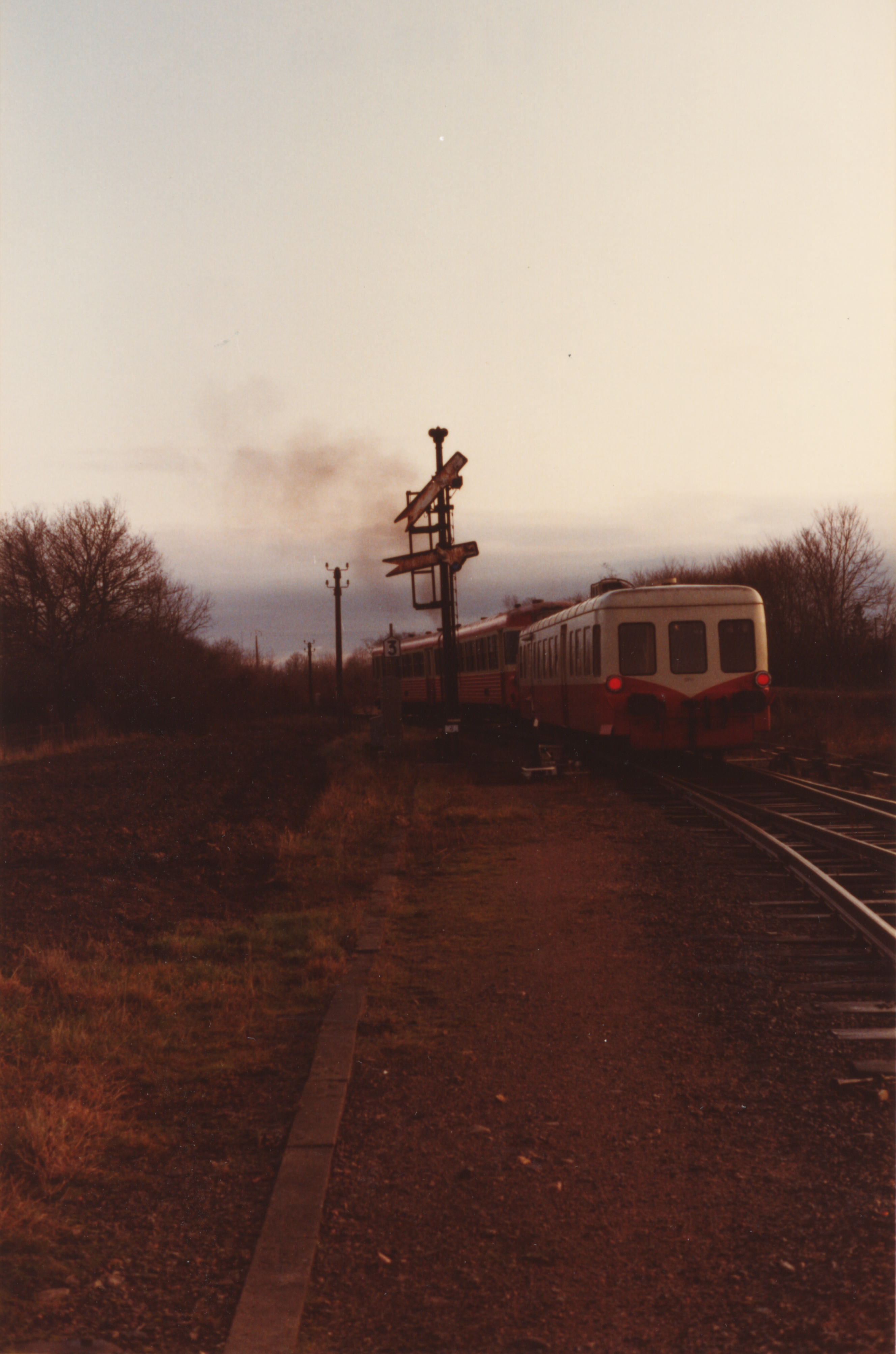
Dracy-Saint-LoupUn couplage d'autorails X3800 (Picasso) et X 4500 à la bifurcation de Dracy-Saint-Loup se dirige vers Saulieu (décembre 1982).
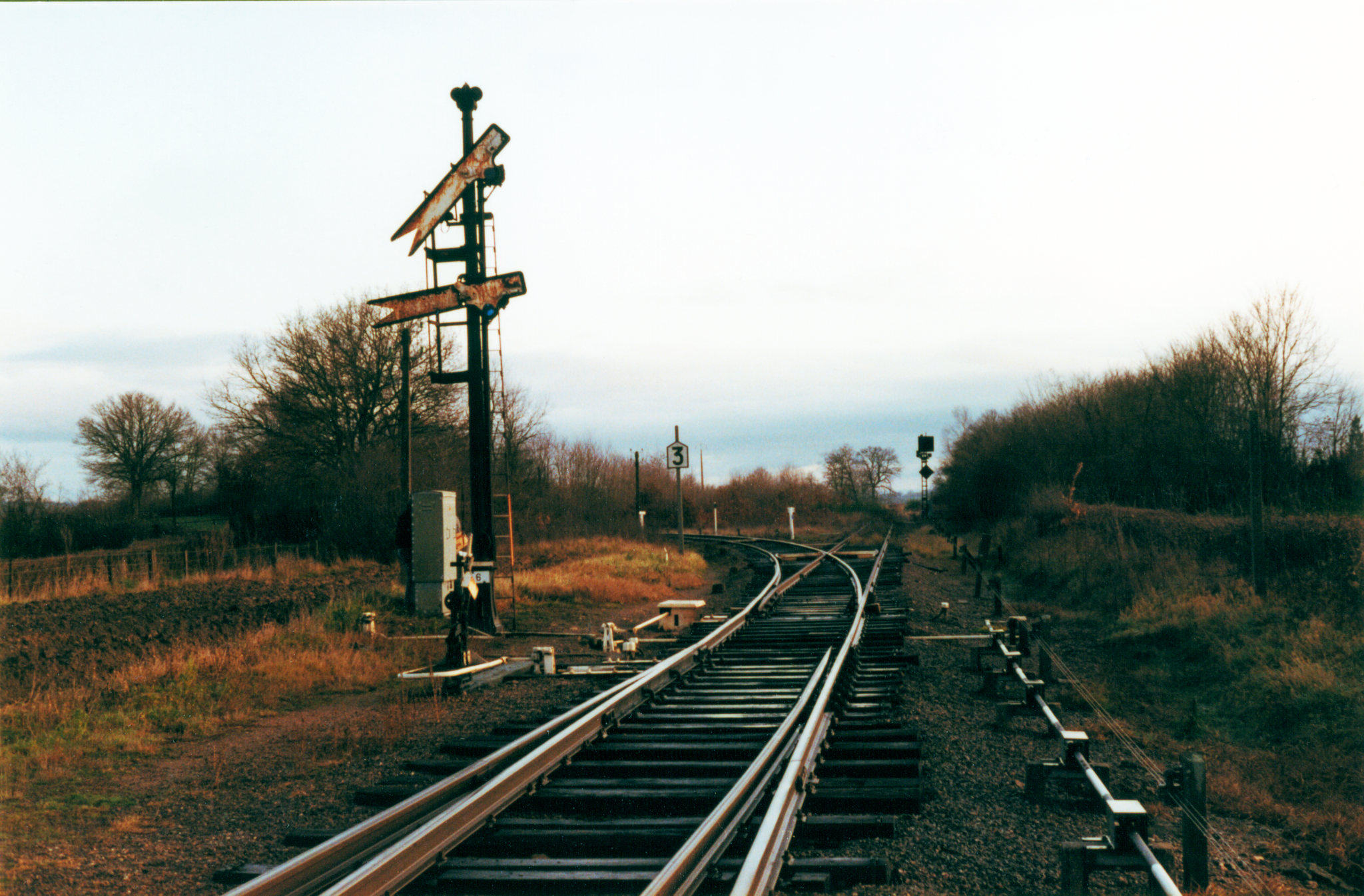
Dracy-Saint-LoupIndicateur de direction mécanique (décembre 1982).
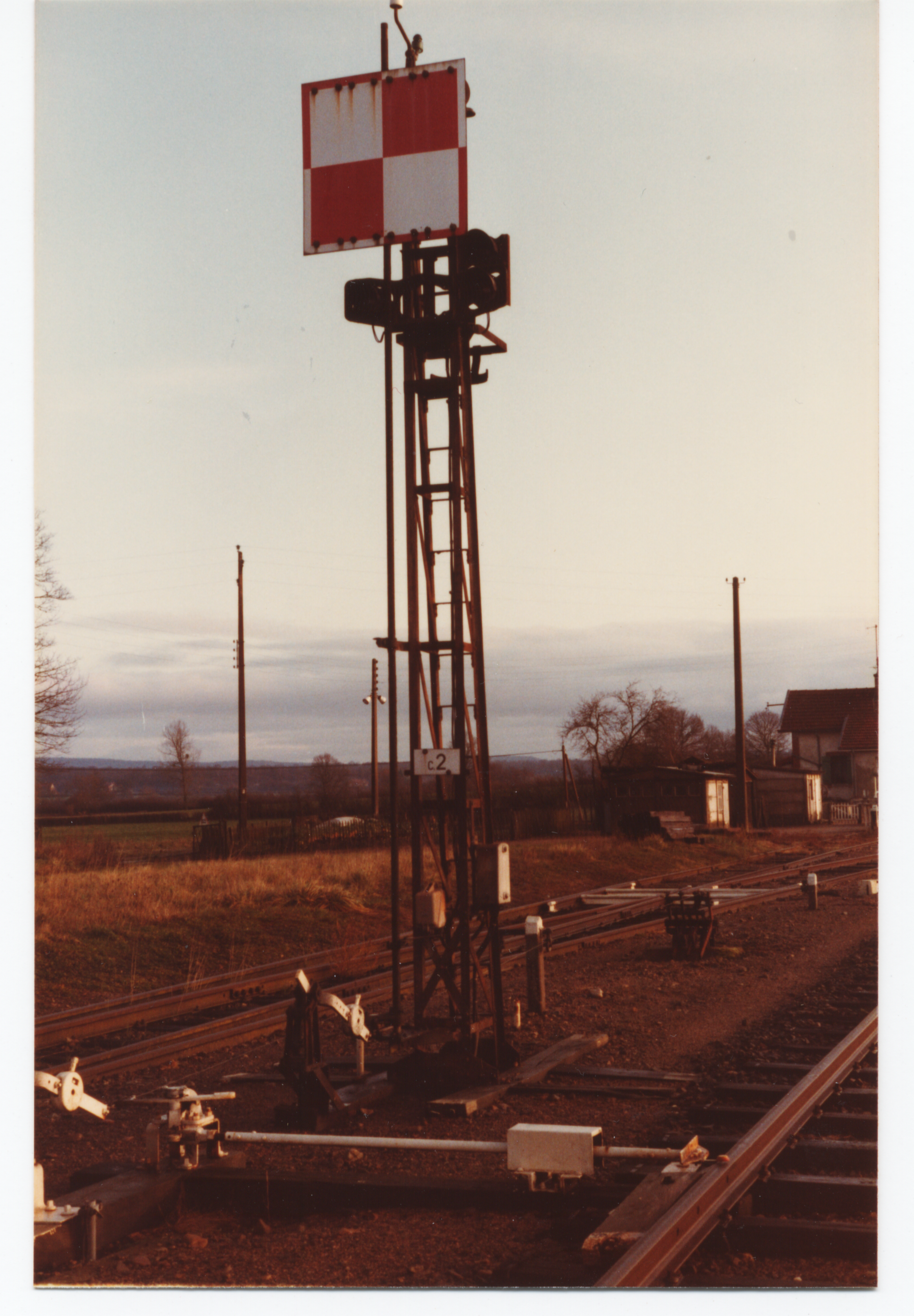
Dracy-Saint-LoupCarré mécanique de protection de la bifurcation (décembre 1982).
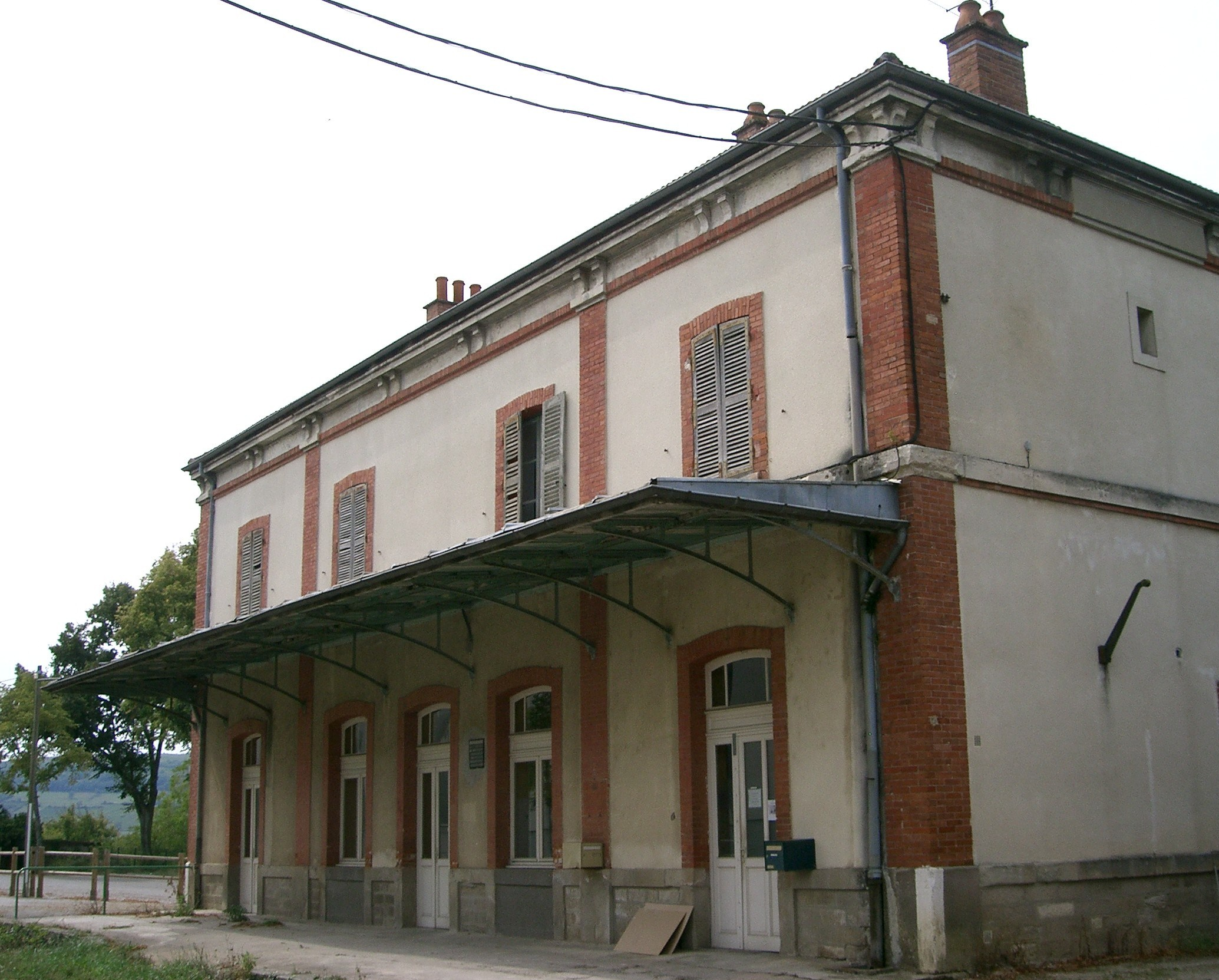
Gare de NolayL'ancien B.V. de Nolay.

## Futur
La SNCF prévoit d'utiliser la ligne comme "pilote" pour les tests de sa nouvelle navette rail-route nommée "Flexy".
Ces tests ayant lieu en 2024, la navette sera mise en service en 2025 si les tests s'avèrent concluants.

## Tracé
La ligne débute à Étang-sur-Arroux, au croisement avec la ligne de Nevers à Chagny.
Elle dessert ensuite les gares de Brion - Laizy et d'Autun.
Le reste du tracé est aujourd'hui déposé. Il desservait notamment Dracy-Saint-Loup, où il rejoignait la ligne de Cravant - Bazarnes à Dracy-Saint-Loup (permettant de rallier Avallon, Auxerre ou Paris), Épinac, où il rejoignait la ligne de Dijon-Ville à Épinac et la ligne d'Épinac à Pouillenay (permettant de rallier Arnay-le-Duc, Pouilly-en-Auxois, Vitteaux, Venarey-les-Laumes ou encore les gares de la vallée de l'Ouche), et Santenay, où il rejoignait la ligne de Nevers à Chagny (permettant de rallier Montchanin ou Chalon-sur-Saône).

## Infrastructure
La ligne est constituée d'une voie ferrée unique à écartement normal, non électrifiée et longue d'environ 58 kilomètres.